# جسر ريو-أنتيريو
جسر ريو-أنتيريو (باليونانية: Γέφυρα Ρίου-Αντιρρίου)‏ رسميا جسر خاريلاوس تريكوبيس هو جسر في اليونان يربط بلدة ريو في شبه جزيرة بيلوبونيز بمدينة أنتيريو بالبر الرئيسي لليونان، يبلغ طول الجسر 2,880م وبعرض 27.2م، افتتح عام 2004 وقد أطلق عليه اسم جسر خاريلاوس تريكوبيس تخليدا لذكرى رئيس الوزراء اليوناني خاريلاوس تريكوبيس الذي وضع أول تصور لجسر يربط شبه جزيرة بيلوبونيز بشمال غرب اليونان عبر مدينة باتراس ومدينة أنتيريو في اليونان.